# Coelogyne elmeri
Coelogyne elmeri é uma espécie de orquídea epífita, família Orchidaceae, originária das Filipinas.